# Commissione parlamentare antimafia
La Commissione Parlamentare antimafia (denominata ufficialmente Commissione Parlamentare di inchiesta sul fenomeno delle mafie e sulle altre associazioni criminali, anche straniere) è una commissione d'inchiesta bicamerale del Parlamento italiano, composta da 25 deputati e da 25 senatori, con sede a palazzo San Macuto a Roma.
Istituita per la prima volta con legge del 20 dicembre 1962, da allora viene promossa con legge all'inizio di ogni legislatura.
In Sicilia l'Assemblea regionale siciliana istituisce un'analoga Commissione regionale antimafia.

## Storia

### L'iterlegislativo
La prima proposta di una commissione parlamentare antimafia risale al 14 settembre 1948 come commissione d'inchiesta sull'ordine pubblico in Sicilia, immediatamente dopo la strage di Portella della Ginestra (1º maggio 1947). Un'altra proposta fu ripresentata nel 1958 su iniziativa di Ferruccio Parri e Vincenzo Gatto a seguito di un attentato con esplosivo alla redazione de L'Ora, quotidiano palermitano che stava conducendo una coraggiosa inchiesta giornalistica sulla mafia, ma ancora una volta la proposta di legge fu osteggiata da più parti.
Solo il 20 dicembre 1962 fu approvata la legge proposta dai senatori Parri e Vincenzo Gatto, a seguito di una mozione approvata all'unanimità dall'Assemblea regionale siciliana su impulso del Presidente della Regione Giuseppe D'Angelo che ne richiedeva l'istituzione a causa di gravi fatti di sangue (nel 1962 nella sola Palermo si registrò un omicidio ogni diciassette ore).
Nelle successive legislature, eccetto che nella VII, l'istituzione di una commissione parlamentare antimafia, sotto varie denominazioni, fu sempre riconfermata con apposite leggi.

### Commissione parlamentare d'inchiesta sul fenomeno della mafia in Sicilia(1963-1976)
La prima Commissione, presieduta dal deputato socialdemocratico Paolo Rossi, si insediò il 14 febbraio 1963, ma non tenne altre sedute, perché il 18 febbraio dello stesso anno si ebbe lo scioglimento anticipato delle Camere.
Con la nuova legislatura, la presidenza venne affidata al senatore democristiano Donato Pafundi, con vice-presidenti Oscar Luigi Scalfaro (D.C.) e Girolamo Li Causi (P.C.I.), e, dopo soli cinque giorni dal suo insediamento, vi fu la strage di Ciaculli (30 giugno 1963), che provocò indignazione nell'opinione pubblica nazionale. Nel 1965, al termine della IV Legislatura, Pafundi presentò alle Camere una relazione di poche pagine contenente una serie di proposte per contrastare il fenomeno, che sgonfiò tutte le aspettative delle opposizioni e della pubblica opinione. Con la V Legislatura, la presidenza passò al deputato democristiano Francesco Cattanei, che concluse i lavori nel 1972 con la presentazione di una sua prima relazione di oltre 2000 pagine con relativi allegati (dopo ben 9 anni dalla sua istituzione). Con la presidenza del senatore democristiano Luigi Carraro durante la VI Legislatura, la Commissione concluse definitivamente i suoi lavori con una relazione di circa 400 pagine approvata a maggioranza, che però venne giudicata riduttiva dalle opposizioni (ossia l'area parlamentare del P.C.I. e dell'M.S.I.), che pubblicarono ben due relazioni di minoranza (la prima firmata dai deputati Pio La Torre (P.C.I.), Gianfilippo Benedetti (P.C.I.), Alberto Malagugini (P.C.I.), Cesare Terranova (P.C.I.) e dai senatori Gelasio Adamoli (P.C.I.), Gerardo Chiaromonte (P.C.I.), Francesco Lugnano (P.C.I.), Roberto Maffioletti (P.C.I.) e la seconda divisa in tre parti redatte rispettivamente dai deputati Angelo Nicosia e Beppe Niccolai e dal senatore Giorgio Pisanò, tutti di area missina).

### Commissione parlamentare sul fenomeno della mafia(1983-1987)
La Commissione parlamentare sul fenomeno della mafia fu istituita con la legge 13 settembre 1982, n. 646 (c.d. Legge Rognoni-La Torre), approvata a seguito del clamore suscitato dalla strage di via Carini, in cui rimasero uccisi il prefetto di Palermo, generale Carlo Alberto Dalla Chiesa, la moglie Emanuela Setti Carraro e l'agente di scorta Domenico Russo (3 settembre 1982). La Commissione iniziò i suoi lavori con la VIII Legislatura sotto la presidenza del senatore Nicola Lapenta (D.C.), sostituito dal deputato Abdon Alinovi (P.C.I.) durante la IX Legislatura. La Commissione non ebbe i poteri di inchiesta della precedente e i compiti che le furono attribuiti furono esclusivamente quelli di verificare l'attuazione della Legge Rognoni-La Torre, di accertare la congruità della normativa, la conseguente azione dei pubblici poteri ed infine, di suggerire al Parlamento misure legislative e amministrative.
Nel 1987, al termine della IX Legislatura, la Commissione concluse i suoi lavori ed approvò a maggioranza una relazione finale, in cui, per la prima volta, la mafia siciliana veniva considerata come "organizzazione eversivo-terroristica" in conflitto con il potere statale ed inoltre, in appositi paragrafi, venivano analizzati per la prima volta anche i fenomeni della camorra napoletana e della 'ndrangheta calabrese. Fu pubblicata anche una relazione di minoranza redatta dal deputato Guido Pollice (D.P.).

### Commissione parlamentare d'inchiesta sul fenomeno della mafia e sulle altre associazioni criminali similari(1988-2001)

#### X legislatura (1988-1992)
La Commissione parlamentare d'inchiesta sul fenomeno della mafia e sulle altre associazioni criminali similari fu appositamente istituita con la legge 23 marzo 1988, n. 94 con poteri d'inchiesta e di formulare suggerimenti per la riforma della normativa antimafia. Operò per tutta la durata della X legislatura e fu presieduta dal senatore Gerardo Chiaromonte (P.C.I.), collaborando attivamente con l'Alto commissariato antimafia diretto da Domenico Sica. Al termine dei suoi lavori, produsse una quarantina di relazioni, di cui tre annuali sullo stato dei lavori e le altre relative alle numerose visite della Commissione in territori particolarmente esposti al fenomeno mafioso e al riciclaggio di denaro sporco (in particolare le regioni Puglia e Basilicata, le province di Reggio Calabria, Napoli, Trapani, Caserta, Catania e le città di Milano, Gela e Palma di Montechiaro), nonché una relazione conclusiva redatta da Chiaromonte e presentata alle Camere il 24 marzo 1992.

#### XI legislatura (1992-1994)
La Commissione parlamentare d'inchiesta sul fenomeno della mafia e sulle altre associazioni criminali similari fu nuovamente istituita con il decreto-legge 8 giugno 1992, n. 306 (c.d. decreto Scotti-Martelli), convertito, con modificazioni, nella legge 7 agosto 1992, n. 356, promulgati in risposta alle feroci stragi di Capaci e di via d'Amelio, in cui rimasero uccisi i magistrati Giovanni Falcone e Paolo Borsellino insieme alle loro rispettive scorte.
Fu presieduta dal deputato Luciano Violante (P.D.S.) e, come elemento di novità, realizzò tre forum di approfondimento su diversi settori riguardanti la lotta alla mafia insieme a personaggi delle istituzioni, professori universitari e rappresentanti delle polizie internazionali. Nel corso della sua attività, la Commissione produsse ben dodici relazioni, di cui una, per la prima volta nella storia repubblicana, riguardante i rapporti tra mafia e politica, redatta da Violante e che causò diverse polemiche. Furono inoltre approvate relazioni specifiche riguardanti l'evoluzione della camorra, della 'ndrangheta e della Sacra corona unita. Per la prima volta nella sua storia, la Commissione audì in apposite sedute alcuni collaboratori di giustizia: Tommaso Buscetta, Gaspare Mutolo, Antonino Calderone, Leonardo Messina, Pasquale Galasso, Salvatore Migliorino e Salvatore Annacondia, che chiarirono le modalità operative del crimine organizzato in Italia.
Il 23 marzo 1994, dopo aver presentato una relazione conclusiva alle Camere, Violante rassegnò le dimissioni perché entrato in polemica con il Governo Berlusconi I.

#### XII legislatura (1994-1996)
La nuova Commissione parlamentare d'inchiesta sul fenomeno della mafia e sulle altre associazioni criminali similari fu istituita con la legge 30 giugno 1994, n. 430 e fu nominata presidente la deputata Tiziana Parenti (FI). Nel corso della XII legislatura, la Commissione redasse quattro relazioni e sei documenti aventi per oggetto, tra gli altri, le missioni nei comuni siciliani di Gela, Niscemi, San Giuseppe Jato e Corleone e nella regione Liguria, il caso "Cordopatri" e la situazione della criminalità in Puglia, quest'ultime due entrambe redatte dal deputato Nichi Vendola (P.R.C.). 

#### XIII legislatura (1996-2001)
La Commissione parlamentare d'inchiesta sul fenomeno della mafia e delle altre associazioni criminali similari fu istituita con la legge 10 ottobre 1996, n. 509 ed elesse come presidente il senatore Ottaviano Del Turco (RI), il quale si dimise dalla carica il 25 aprile 2000 per assumere quella di ministro delle finanze del Governo Amato II, venendo sostituito dal deputato Giuseppe Lumia (D.S.). Nel corso della sua attività, la Commissione presentò 17 relazioni, incentrate su attività di guadagno illecito della criminalità organizzata fino ad allora rimaste trascurate (contrabbando di tabacchi lavorati esteri e traffico di esseri umani), sul caso "Messina" e sulla riapertura delle indagini sul caso "Impastato", nonché sullo stato della criminalità in Calabria, in provincia di Brindisi e a Catania. La Commissione desecretò inoltre alcuni documenti relativi alla strage di Portella della Ginestra e agli omicidi dei sindacalisti nella Sicilia del secondo dopoguerra.

### Commissione parlamentare di inchiesta sul fenomeno della criminalità organizzata mafiosa o similare(2001-2008)

#### XIV legislatura (2001-2006)
La Commissione parlamentare di inchiesta sul fenomeno della criminalità organizzata mafiosa o similare fu istituita con la legge 21 ottobre 2001, n. 386. Presieduta dal senatore Roberto Centaro (FI), al termine della XIV Legislatura produsse una relazione conclusiva in due tomi e una relazione di minoranza redatta dal deputato Giuseppe Lumia.

#### XV legislatura (2006-2008)
La Commissione parlamentare di inchiesta sul fenomeno della criminalità organizzata mafiosa o similare fu istituita con la legge 27 ottobre 2006, n. 277, con il compito di investigare sulle mafie anche straniere. Presidente fu eletto il deputato Francesco Forgione (RC). La Commissione approvò, per la prima volta nella sua storia, una relazione interamente dedicata al fenomeno della 'ndrangheta e compì una missione in Germania a seguito della strage di Duisburg.

### Commissione parlamentare di inchiesta sul fenomeno della mafia e sulle altre associazioni criminali, anche straniere(2008-)

#### XVI legislatura (2008-2013)
La Commissione parlamentare di inchiesta sul fenomeno della mafia e sulle altre associazioni criminali, anche straniere fu istituita con la legge 4 agosto 2008, n 132. Presieduta dal deputato Giuseppe Pisanu (FI, poi PdL), produsse sette relazioni su svariati argomenti, tra cui una conclusiva che esaminava, tra gli altri, le infiltrazioni mafiose nel Nord Italia e le vicende, tornate d'attualità, collegate alla "Trattativa Stato-mafia" e alle bombe della stagione '92-'93.

#### XVII legislatura (2013-2018)
La Commissione fu istituita con la legge 19 luglio 2013, n. 87. Presieduta dalla deputata Rosy Bindi (PD), produsse ventuno relazioni, di cui una riguardante le infiltrazioni mafiose nella massoneria (che fu oggetto di vivaci polemiche e di una denuncia penale presentata dal GOI) e ben due sul caso "Manca", una di maggioranza firmata dalla Bindi ed una di minoranza redatta dai deputati Giulia Sarti (M5S), Francesco D'Uva (M5S), Fabiana Dadone (M5S) e dai senatori Luigi Gaetti (M5S) e Mario Michele Giarrusso (M5S).
Ad aprile del 2017, la Commissione Parlamentare Antimafia invitò la Guardia di Finanza a sequestrare gli elenchi di 35.000 iscritti delle quattro principali obbedienze massoniche italiane. Con una sentenza depositata il 19 dicembre 2024 la Corte europea dei Diritti dell'Uomo ha condannato l'Italia per la perquisizione della sede del Grande Oriente d'Italia e per il sequestro di 39 faldoni di schede relative ai 6'000 iscritti alle Logge del GOI in Sicilia e in Calabria nel marzo 2017 su ordine della Commissione parlamentare antimafia presieduta dall'on. Rosy Bindi (PD). La Corte afferma che la perquisizione e il sequestro costituivano una violazione dell'art. 8 della Convenzione europea dei Diritti dell'Uomo, che protegge il domicilio e la riservatezza, e aggiunge che il provvedimento era sproporzionato, non sussistendo "elementi che avrebbero potuto suffragare un ragionevole sospetto del coinvolgimento dell'Associazione nei fatti oggetto d'indagine". La corte ha condannato lo Stato italiano a versare 9.600 euro per danni non pecuniari e 5.344 euro per spese legali al Grande Oriente d'Italia.

#### XVIII legislatura (2018-2022)
Per la XVIII legislatura, la Commissione fu istituita con la legge 7 agosto 2018, n. 99. Presidente eletto fu il senatore Nicola Morra (M5S, poi Gruppo Misto). Tra i lavori svolti vi fu la desecretazione di un'enorme mole di documenti riguardanti l'attività delle precedenti Commissioni antimafia e la presentazione di una lista di "impresentabili" alle elezioni amministrative, che provocò dure polemiche. Al termine della legislatura, fu approvata una relazione finale in quattro tomi che compendiava i vari argomenti trattati, tra cui le ultime novità sul caso "Manca" e il presunto coinvolgimento della criminalità organizzata nel delitto di via Poma, nella morte di Marco Pantani e nell'omicidio Pasolini.

#### XIX legislatura (2023-)
La Commissione per la XIX legislatura fu istituita con la legge 2 marzo 2023, n. 22.

## Funzioni
La Commissione parlamentare bicamerale d'inchiesta sul fenomeno della mafia e sulle altre associazioni criminali, anche straniere, secondo la legge istitutiva n.132/2008(XVI legislatura) ha i seguenti compiti:
- a) verificare l'attuazione della legge 13 settembre 1982, n. 646, e delle altre leggi dello Stato, nonché degli indirizzi del Parlamento, con riferimento al fenomeno mafioso e alle altre principali organizzazioni criminali;
- b) verificare l'attuazione delle disposizioni del decreto-legge 15 gennaio 1991, n. 8, convertito, con modificazioni, dalla legge 15 marzo 1991, n. 82, del decreto legislativo 29 marzo 1993, n. 119, della legge 13 febbraio 2001, n. 45, e del regolamento di cui al decreto del Ministro dell'interno 23 aprile 2004, n. 161, riguardanti le persone che collaborano con la giustizia e le persone che prestano testimonianza, e promuovere iniziative legislative e amministrative necessarie per rafforzarne l'efficacia;
- c) verificare l'attuazione delle disposizioni di cui alla legge 23 dicembre 2002, n. 279, relativamente all'applicazione del regime carcerario di cui all'articolo 41-bis della legge 26 luglio 1975, n. 354, e successive modificazioni, alle persone imputate o condannate per delitti di tipo mafioso;
- d) accertare la congruità della normativa vigente e della conseguente azione dei pubblici poteri, formulando le proposte di carattere normativo e amministrativo ritenute opportune per rendere più coordinata e incisiva l'iniziativa dello Stato, delle regioni e degli enti locali e più adeguate le intese internazionali concernenti la prevenzione delle attività criminali, l'assistenza e la cooperazione giudiziaria anche al fine di costruire uno spazio giuridico antimafia a livello di Unione europea e promuovere accordi in sede internazionale;
- e) accertare e valutare la natura e le caratteristiche dei mutamenti e delle trasformazioni del fenomeno mafioso e di tutte le sue connessioni, comprese quelle istituzionali, con particolare riguardo agli insediamenti stabilmente esistenti nelle regioni diverse da quelle di tradizionale inserimento e comunque caratterizzate da forte sviluppo dell'economia produttiva, nonché ai processi di internazionalizzazione e cooperazione con altre organizzazioni criminali finalizzati alla gestione di nuove forme di attività illecite contro la persona, l'ambiente, i patrimoni, i diritti di proprietà intellettuale e la sicurezza dello Stato, con particolare riguardo alla promozione e allo sfruttamento dei flussi migratori illegali, nonché approfondire, a questo fine, la conoscenza delle caratteristiche economiche, sociali e culturali delle aree di origine e di espansione delle organizzazioni criminali;
- f) indagare sul rapporto tra mafia e politica, sia riguardo alla sua articolazione nel territorio, negli organi amministrativi, con particolare riferimento alla selezione dei gruppi dirigenti e delle candidature per le assemblee elettive, sia riguardo a quelle sue manifestazioni che, nei successivi momenti storici, hanno determinato delitti e stragi di carattere politico-mafioso;
- g) accertare le modalità di difesa del sistema degli appalti e delle opere pubbliche dai condizionamenti mafiosi, le forme di accumulazione dei patrimoni illeciti, di investimento e riciclaggio dei proventi derivanti dalle attività delle organizzazioni criminali;
- h) verificare l'impatto negativo, sotto i profili economico e sociale, delle attività delle associazioni mafiose o similari sul sistema produttivo, con particolare riguardo all'alterazione dei princìpi di libertà della iniziativa privata, di libera concorrenza nel mercato, di libertà di accesso al sistema creditizio e finanziario e di trasparenza della spesa pubblica comunitaria, statale e regionale finalizzata allo sviluppo e alla crescita e al sistema delle imprese;
- i) verificare la congruità della normativa vigente per la prevenzione e il contrasto delle varie forme di accumulazione dei patrimoni illeciti, del riciclaggio e dell'impiego di beni, denaro o altre utilità che rappresentino il provento della criminalità organizzata mafiosa o similare, con particolare attenzione alle intermediazioni finanziarie e alle reti d'impresa, nonché l'adeguatezza delle strutture e l'efficacia delle prassi amministrative, formulando le proposte di carattere normativo e amministrativo ritenute necessarie, anche in riferimento alle intese internazionali, all'assistenza e alla cooperazione giudiziaria;
- l) verificare l'adeguatezza delle norme sulla confisca dei beni e sul loro uso sociale e produttivo e proporre misure per renderle più efficaci;
- m) verificare l'adeguatezza delle strutture preposte alla prevenzione e al contrasto dei fenomeni criminali nonché al controllo del territorio anche consultando le associazioni, a carattere nazionale o locale, che più significativamente operano nel settore del contrasto alle attività delle organizzazioni criminali di tipo mafioso;
- n) svolgere il monitoraggio sui tentativi di condizionamento e di infiltrazione mafiosa negli enti locali e proporre misure idonee a prevenire e a contrastare tali fenomeni, verificando l'efficacia delle disposizioni vigenti in materia, con riguardo anche alla normativa concernente lo scioglimento dei consigli comunali e provinciali e la rimozione degli amministratori locali;
- o) riferire al Parlamento al termine dei suoi lavori, nonché ogni volta che lo ritenga opportuno e comunque annualmente.

La Commissione procede alle indagini e agli esami con gli stessi poteri e le stesse limitazioni dell'autorità giudiziaria. La Commissione non può adottare provvedimenti attinenti alla libertà e alla segretezza della corrispondenza e di ogni altra forma di comunicazione nonché alla libertà personale, fatto salvo l'accompagnamento coattivo di cui all'articolo 133 del codice di procedura penale.
Eguali compiti sono attribuiti alla Commissione con riferimento alle altre associazioni criminali comunque denominate, alle mafie straniere, o di natura transnazionale ai sensi dell'articolo 3 della legge 16 marzo 2006, n. 146, e a tutti i raggruppamenti criminali che abbiano le caratteristiche di cui all'articolo 416-bis del codice penale, o che siano comunque di estremo pericolo per il sistema sociale, economico ed istituzionale.

## Presidenti
| N°                        | Presidente                | Presidente                | Presidente                      | Carica                    | Partito                                                                               | Mandato                   | Mandato                   | Legislatura  |
| N°                        | Presidente                | Presidente                | Presidente                      | Carica                    | Partito                                                                               | Inizio                    | Fine                      | Legislatura  |
| ------------------------- | ------------------------- | ------------------------- | ------------------------------- | ------------------------- | ------------------------------------------------------------------------------------- | ------------------------- | ------------------------- | ------------ |
| 1                         |                           |                           | Paolo Rossi (1900–1985)         | Deputato                  | Partito Socialista Democratico Italiano                                               | 14 febbraio 1963          | 15 maggio 1963            | III (1958)   |
| 2                         |                           |                           | Donato Pafundi (1888–1973)      | Senatore                  | Democrazia Cristiana                                                                  | 5 giugno 1963             | 4 giugno 1968             | IV (1963)    |
| 3                         |                           |                           | Francesco Cattanei (1931–1993)  | Deputato                  | Democrazia Cristiana                                                                  | 4 ottobre 1968            | 24 maggio 1972            | V (1968)     |
| 4                         |                           |                           | Luigi Carraro (1916–1980)       | Senatore                  | Democrazia Cristiana                                                                  | 28 luglio 1972            | 23 gennaio 1973           | VI (1972)    |
| Commissione non istituita | Commissione non istituita | Commissione non istituita | Commissione non istituita       | Commissione non istituita | Commissione non istituita                                                             | Commissione non istituita | Commissione non istituita | VII (1976)   |
| 5                         |                           |                           | Nicola Lapenta (1926–2018)      | Senatore                  | Democrazia Cristiana                                                                  | 23 gennaio 1983           | 11 luglio 1983            | VIII (1979)  |
| 6                         |                           |                           | Abdon Alinovi (1923–2018)       | Deputato                  | Partito Comunista Italiano                                                            | 12 agosto 1983            | 1 luglio 1987             | IX (1983)    |
| 7                         |                           |                           | Gerardo Chiaromonte (1924–1993) | Senatore                  | Partito Comunista Italiano (1988-1991) Partito Democratico della Sinistra (1991-1992) | 13 luglio 1988            | 22 aprile 1992            | X (1987)     |
| 8                         |                           |                           | Luciano Violante (1941–)        | Deputato                  | Partito Democratico della Sinistra                                                    | 23 settembre 1992         | 23 marzo 1994             | XI (1992)    |
| 9                         |                           |                           | Tiziana Parenti (1950–)         | Deputato                  | Forza Italia                                                                          | 8 settembre 1994          | 8 maggio 1996             | XII (1994)   |
| 10                        |                           |                           | Ottaviano Del Turco (1944–2024) | Senatore                  | Socialisti Italiani (1996-1998) Socialisti Democratici Italiani (1998-2000)           | 4 dicembre 1996           | 31 maggio 2000            | XIII (1996)  |
| 11                        |                           |                           | Giuseppe Lumia (1960–)          | Deputato                  | Democratici di Sinistra                                                               | 31 maggio 2000            | 29 maggio 2001            | XIII (1996)  |
| 12                        |                           |                           | Roberto Centaro (1953–)         | Senatore                  | Forza Italia                                                                          | 11 giugno 2001            | 27 aprile 2006            | XIV (2001)   |
| 13                        |                           |                           | Francesco Forgione (1960–)      | Deputato                  | Rifondazione Comunista                                                                | 15 novembre 2006          | 28 aprile 2008            | XV (2006)    |
| 14                        |                           |                           | Giuseppe Pisanu (1937–)         | Senatore                  | Forza Italia (2008-2009) Il Popolo della Libertà (2009-2013)                          | 11 novembre 2008          | 14 marzo 2013             | XVI (2008)   |
| 15                        |                           |                           | Rosy Bindi (1951–)              | Deputato                  | Partito Democratico                                                                   | 22 ottobre 2013           | 22 marzo 2018             | XVII (2013)  |
| 16                        |                           |                           | Nicola Morra (1963–)            | Senatore                  | Movimento 5 Stelle (2018-2021) Indipendente (2021-2022)                               | 14 novembre 2018          | 13 ottobre 2022           | XVIII (2018) |
| 17                        |                           |                           | Chiara Colosimo (1986–)         | Deputato                  | Fratelli d'Italia                                                                     | 23 maggio 2023            | in carica                 | XIX (2022)   |

## Composizione
La composizione della commissione alla XIX legislatura (dal 2022) è la seguente:
- Presidente: Chiara Colosimo (FdI, deputata)
- Vicepresidenti: Mauro D'Attis (FI, deputato), Federico Cafiero De Raho (M5S, deputato)
- Segretari: Anthony Barbagallo (PD, deputato), Antonio Iannone (FdI, senatore)
- Membri senatori: Gianluca Cantalamessa (LSP), Francesco Castiello (M5S), Costanzo Della Porta (FdI), Aurora Floridia (AVS), Filippo Melchiorre (FdI), Tilde Minasi (LSP), Franco Mirabelli (PD), Dafne Musolino (ScN),[31] Luigi Nave (M5S), Raffaella Paita (IV), Manfredi Potenti (Lega), Vincenza Rando (PD), Sergio Rastrelli (FdI), Raoul Russo (FdI), Salvo Sallemi (FdI), Giorgio Salvitti (FdI), Roberto Scarpinato (M5S), Etelwardo Sigismondi (FdI), Francesco Silvestro (FI), Sandro Sisler (FdI), Nicoletta Spelgatti (Lega), Daniela Ternullo (FI), Valeria Valente (PD), Walter Verini (PD)
- Membri deputati: Alfredo Antoniozzi (FdI), Stefania Ascari (M5S), Giuseppe Bicchielli (C!), Anastasio Carrà (LSP), Giuseppe Castiglione (Az), Saverio Congedo (FdI), Riccardo De Corato (FdI), Francesco Gallo (ScN), Michele Gubitosa (M5S), Giandonato La Salandra (FdI), Giovanni Maiorano (FdI), Francesco Michelotti (FdI), Andrea Orlando (PD), Elisabetta Piccolotti (AVS), Pietro Pittalis (FI), Erik Umberto Pretto (LSP), Giuseppe Provenzano (PD), Debora Serracchiani (PD), Valeria Sudano (LSP), Chiara Tenerini (FI), Gianpiero Zinzi (LSP)